# Warlus (Pas-de-Calais)
Warlus je francouzská obec v departementu Pas-de-Calais v regionu Hauts-de-France. V roce 2014 zde žilo 373 obyvatel.

## Poloha obce
Sousední obce jsou: Agnez-lès-Duisans, Berneville, Dainville, Duisans, Gouves, Montenescourt, Simencourt a Wanquetin.

## Vývoj počtu obyvatel
Počet obyvatel